# Peter Green (muzikant)
Peter Green, geboren als Peter Allen Greenbaum (East End, Londen, 29 oktober 1946 – Canvey Island, 25 juli 2020) was een Brits gitarist, vooral bekend geworden als oprichter van Fleetwood Mac. Bekende nummers zijn "Need Your Love So Bad", "The Green Manalishi", "Albatross" en "Oh Well".
De gitaar "Greeny" (die zoals het verhaal gaat foutief uit de fabriek gewonden pick-ups bevatte) zorgen voor een geluid dat bij de stijl van Green past.

## Carrière

### Beginjaren
Op tienjarige leeftijd kreeg hij een akoestische Spaanse gitaar van zijn oudere broer Michael, die hem een paar akkoorden leerde. Hank B. Marvin van The Shadows en bluesgitaristen Muddy Waters en B.B. King beïnvloedden hem.
Peter noemde zichzelf Peter Green toen hij vijftien was en speelde basgitaar in diverse bandjes. Hij werd sologitarist in de band 'Peter B's Looners' van Peter Bardens (ex-Them, later onder andere in Long John Baldry's Bluesology en Camel). De drummer in deze band was Mick Fleetwood. Green was een bewonderaar van Eric Clapton en was avond aan avond aanwezig bij de optredens van (eerst) The Yardbirds en later John Mayall's Bluesbreakers. Deze band trok later, na het vertrek van Eric Clapton, een andere gitarist aan. Green stak zijn mening over de kwaliteiten van deze gitarist niet onder stoelen of banken en na een aantal keren liet John Mayall Green meespelen. Toen Clapton in november 1966 uit Griekenland terugkeerde, werd Green echter weer aan de kant gezet. Green ging spelen bij Steampacket met zanger Rod Stewart. Clapton vertrok echter in juni 1967 alweer naar Cream en Green werd door Mayall gevraagd terug te keren in de rangen van de Bluesbreakers.

### Bij de Bluesbreakers
Met Mayall nam Green in 1967 het album A Hard Road op, waarmee hij grote indruk maakte. Op dit album staan twee composities van Green, waaronder het instrumentale "The Supernatural". Als cadeau voor zijn twintigste verjaardag kreeg Green van Mayall enkele uren opnametijd in de Decca-studio. Met McVie en Fleetwood zou Green hier onder productionele leiding van Mike Vernon enkele nummers opnemen, waaronder een instrumentaal stuk getiteld Fleetwood Mac.

### Fleetwood Mac
Peter Green was de oprichter van Fleetwood Mac, genoemd naar drummer Mick Fleetwood en bassist John McVie. Vanwege de belangrijke rol van Green wordt de band ook wel aangekondigd als "Peter Green's Fleetwood Mac". Hij is de auteur van hun hit Black Magic Woman, die later door Santana werd gecoverd. Andere bekende nummers van Green zijn Oh Well, Albatross, Rattlesnake Shake en het introspectieve Man of the World. Fleetwood Mac sloeg na Greens vertrek een andere, minder bluesgeoriënteerde, richting in en groeide uit tot een band van wereldfaam. Drugs- en psychische problemen leidden ertoe dat Green voor lange tijd uit het muziekleven verdween.

### Solo
Af en toe verschenen er soloplaten, maar die zijn nogal wisselvallig van kwaliteit. In de jaren negentig keerde Green terug naar de internationale podia met Peter Green's Splinter Group met onder anderen Cozy Powell en Neil Murray (beiden ex-Whitesnake, ex-Brian May, ex-Black Sabbath). Deze groep maakte negen albums. In 2004 verliet Green de groep en vertrok hij naar Zweden. Hij sloot zich aan bij The British Blues All Stars, maar een geplande tournee werd geannuleerd. Gary Moore (ex-Thin Lizzy, Colosseum II, Skid Row) nam een tributealbum op onder de titel Blues for Greeny met onder andere de nummers Showbiz Blues, Need Your Love So Bad, Driftin', Long Grey Mare en The Same Way. Moore maakte ook een albumpromotietournee met de naam "Blues for Greeny Live".